# Trần Thị Kim Thia
Trần Thị Kim Thia, tên thường gọi là bà Sáu Thia (vì bà thứ sáu trong gia đình; miền Nam,người con cả thường gọi là anh hai, chị hai) ở ấp 4, xã Hưng Thạnh, huyện Tháp Mười, tỉnh Đồng Tháp. Bà có gần 20 năm thâm niên dạy bơi miễn phí cho hàng ngàn trẻ em vùng Đồng Tháp Mười.

## Tiểu sử
Quê bà ở huyện Gò Công Đông, tỉnh Tiền Giang. Do nhà nghèo, ba mẹ bà lần lượt qua đời nên lúc 34 tuổi, bà tha hương đến xã Hưng Thạnh làm thuê kiếm sống. Sau đó bà dựng nhà ở lại vùng đất này, ngay bên con kênh An Long chạy dọc vùng rốn lũ Đồng Tháp Mười.
Năm 1992, chính quyền xã Hưng Thạnh vận động bà Sáu Thia tham gia công tác Chi hội Phụ nữ ấp 4. Năm 2002, UBND xã triển khai dự án phổ cập bơi cho trẻ em, kêu gọi các phụ huynh cho con em tham gia. Bởi vùng đất này mỗi năm có tới 3-5 tháng mùa nước nổi, tình trạng chết đuối năm nào cũng có. Thế nên bà xin làm "huấn luyện viên" dạy bơi cho các em. Lúc đầu, bà tự đóng cọc, quây lưới trên sông làm thành hồ bơi để dạy bơi cho trẻ em.  Những đứa trẻ được bà dạy rất nhanh biết bơi, nhanh nhất thì 5 ngày, chậm khoảng 10 ngày là "tốt nghiệp" bơi cấp tốc.
Trung bình mỗi năm, bà dạy khoảng 8 lớp với khoảng 240 trẻ từ 7 - 15 tuổi. Thời gian mở lớp thường trong dịp hè, nước lũ sắp về. Mỗi buổi học khoảng 1 giờ rưỡi, kéo dài không quá 15 ngày. Ngoài khoản trợ cấp tiền xăng ít ỏi của chính quyền địa phương thì bà không nhận học phí của bất kỳ phụ huynh nào để cho các gia đình không phân biệt giàu, nghèo đều có thể đưa con đến học.
Dù tuổi cao, sức yếu nhưng bà Trần Thị Kim Thia hàng ngày vẫn dạy bơi miễn phí cho trẻ em. Bà Sáu Thia tâm niệm, còn sức khỏe thì tiếp tục dạy bơi cho các em với mong muốn ở vùng sông nước các em nhỏ có thể tự bảo vệ được mình và không bị thiệt thòi khi không biết bơi.
Ngoài việc dạy bơi cho trẻ và tham gia công tác chi hội phụ nữ, nhiều năm qua, bà Sáu Thia còn tham gia Chi hội Hội Chữ thập đỏ ấp và cộng tác viên kế hoạch hóa dân số. Những cống hiến thầm lặng của bản thân có lẽ làm bà quên đi việc xây dựng hạnh phúc gia đình

## Khen thưởng
100 phụ nữ tiêu biểu toàn cầu năm 2017 do hãng tin Anh BBC bình chọn.
Giải thưởng KOVA do Tập đoàn Sơn KOVA bình chọn ở hạng mục Sống đẹp - tấm gương tiêu biểu trong xã hội (năm 2018).
Huân chương Lao động hạng Ba (năm 2020)
Danh sách 20 phụ nữ truyền cảm hứng năm 2021 do Tạp chí Forbes Việt Nam bình chọn